# 洗宝彻
洗宝彻，《资治通鉴》作沈宝彻，隋朝末年唐朝初年民变领袖，新州新兴县（今广东省新兴县）人。
广州番禺县的高法澄、新州新兴县的洗宝彻等杀害隋朝官吏，据州，归附林士弘，汉阳郡太守冯盎率军将他们击败。武德三年（620年），洗宝彻哥哥的儿子洗智臣又在新州聚兵，自称主帅，冯盎前去攻打。战斗打响，冯盎摘下头盔大呼：“你们认识我吗？”敌兵多丢弃兵器光着身子下拜，洗氏叔侄的军队大溃。洗宝彻、洗智臣等被冯盎擒获，冯盎有番禺、苍梧、朱崖之地，自号总管。